# Dumitru Negoiță
Dumitru Negoiță (ur. 9 stycznia 1960) – rumuński lekkoatleta, który specjalizował się w rzucie oszczepem.
Złoty medalista uniwersjady, która w 1985 odbyła się w Kobe. Uzyskał wówczas rezultat 84,62 i o 18 centymetrów pokonał Wolframa Gambke z RFN. Siedmiokrotny mistrz Rumunii w latach 1983–1992. 
Rekord życiowy: starym modelem oszczepu - 92,42 (3 sierpnia 1985, Stara Zagora); nowym modelem - 81,88   (22 lipca 1990, Bukareszt).